# Pähl
Pähl è un comune tedesco di 2 430 abitanti, situato nel land della Baviera.

## Frazioni
- Aidenried
- Mitterfischen
- Oberhirschberg
- Pähl
- Vorderfischen